# وارینگهولتس
وارینگهولتس (به آلمانی: Warringholz) یک شهر در آلمان است که در اشتاینبورگ واقع شده‌است. وارینگهولتس ۳۰۰ نفر جمعیت دارد.